# Martín Ormeño
Martín Alonso Ormeño Salazar (Santiago, 25 de febrero de 1999) es un futbolista chileno que juega como Defensa y milita actualmente en Deportes Puerto Montt de la Segunda División Profesional de Chile.
Es hijo de Raúl Ormeño, histórico jugador de Colo-Colo, y hermano menor de Álvaro Ormeño, quien también vistió la camiseta alba.

## Clubes
| Club                  | País  | Año       |
| --------------------- | ----- | --------- |
| Trasandino            | Chile | 2018      |
| San Antonio Unido     | Chile | 2019      |
| AC Colina             | Chile | 2020      |
| Deportes Recoleta     | Chile | 2021-2022 |
| San Antonio Unido     | Chile | 2023      |
| Provincial Ovalle     | Chile | 2024      |
| Deportes Puerto Montt | Chile | 2025      |

## Palmarés

### Campeonatos nacionales
| Título           | Club              | País  | Año  |
| ---------------- | ----------------- | ----- | ---- |
| Segunda División | Deportes Recoleta | Chile | 2021 |